# Phil Dalhausser
Philip Peter Dalhausser, detto Phil (Baden, 26 gennaio 1980), è un ex giocatore di beach volley statunitense, campione mondiale del 2007 e olimpico a Pechino 2008. Faceva coppia con Sean Rosenthal, poi ha continuato la carriera assieme a Nicholas Lucena.

## Carriera
Nel 2005 vinse il suo primo titolo assoluto con Nick Lucena. Nel 2006 Dalhausser inizia la sua collaborazione con Todd Rogers. Rogers, un veterano con alle spalle 11 anni di beach volley professionale, aveva bisogno di qualcuno da aiutare a raggiungere il livello successivo e ha visto in Dalhausser il potenziale per diventare il migliore giocatore del mondo. Nel 2007 Dalhausser e Rogers vinsero i Mondiali FIVB a Gstaad, Svizzera, diventando la prima coppia degli Stati Uniti a vincere la medaglia d'oro al torneo. Nel 2009 Dalhausser e Rogers vinsero la medaglia di bronzo ai Campionati mondiali di beach volley a Stavanger, Norvegia.

### Olimpiadi
Dalhausser, e il suo compagno di squadra Todd Rogers, si qualificarono per le Olimpiadi di Pechino 2008 per rappresentare gli Stati Uniti da teste di serie attraverso il processo di qualificazione internazionale. Dalhausser e Rogers ebbero un record di 6-1 alle loro prime Olimpiadi; l'unica sconfitta la subirono nello sconvolgente match di apertura contro i 23º del ranking della Lettonia. Da lì in poi la coppia compie un percorso netto vincendo tutte le partite fino alla finale. Il 22 agosto 2008 Rogers e Dalhausser ottennero la medaglia d'oro, sconfiggendo la squadra brasiliana composta da Fábio Luiz Magalhães e Márcio Araújo in tre set. Dalhausser fu nominato MVP del torneo. Questo rese gli Stati Uniti l'unico paese a vincere la medaglia d'oro in entrambi i tornei, sia maschile che femminile.
Alle Olimpiadi di Rio torna a giocare in coppia con il suo compagno degli inizi, Nick Lucena. Partecipa inoltre anche alle Olimipiadi di Tokyo, sempre con Lucena, venendo però eliminato senza conquistare una medaglia.

## Palmarès
- Giochi olimpici

Pechino 2008: oro.
- Campionati mondiali di beach volley

2007 - Gstaad: oro.
2009 - Stavanger: bronzo.
- AVP Most Valuable Player 2007
- AVP Best Offensive Player 2005, 2006, 2007
- FIVB Best Blocker 2006, 2007
- FIVB Best Hitter 2007
- AVP Most Improved Player 2006
- FIVB Most Improved Player 2006
- AVP Team of the Year 2007 (Todd Rogers), 2008 (Todd Rogers)
- AVP Crocs Cup Champion 2007 (Todd Rogers), 2008 (Todd Rogers)